# Augusto Ponzio
Augusto Ponzio (San Pietro Vernotico, 17 febbraio 1942) è un filosofo e semiotico italiano.
È Professore Emerito, ordinario di filosofia e teoria dei linguaggi, dell'Università di Bari "Aldo Moro".
Ha contribuito come curatore e traduttore alla diffusione in Italia e all'estero del pensiero di Pietro Ispano, Michail Bachtin, Emmanuel Lévinas, Karl Marx, Ferruccio Rossi-Landi, Adam Schaff e Thomas Albert Sebeok.
Nella sua ricerca sui segni e sul linguaggio, di questi autori ha ripreso ciò che soprattutto li accomuna, malgrado le loro differenze, vale a dire l'idea dell'imprescindibilità, qualsiasi sia l'oggetto di studio, e per quanto specializzata ne sia l'analisi, dalla vita dell'individuo umano nella concreta singolarità del suo coinvolgimento senza alibi nel destino degli altri.

## Biografia
Il 28 giugno del 1966 si laurea in Filosofia all'Università degli Studi di Bari, con una tesi in Filosofia teoretica, con relatore Giuseppe Semerari, sulla fenomenologia della relazione interpersonale, con particolare riferimento a Totalité et Infini di Emmanuel Lévinas. La sua tesi viene pubblicata nel 1970, ed è la prima monografia mondiale su Emmanuel Lévinas.
Fino al 1970 è stato assistente ordinario di Filosofia morale nella stessa Università, e dal 1969 è professore ordinario di Filosofia nei licei e istituti magistrali di Brindisi, Francavilla Fontana, Terlizzi, Bari.
Dal 1970 è incaricato dell'insegnamento di Filosofia del linguaggio nella Facoltà di lingue e letterature straniere nell'Università degli Studi di Bari, e dal 1980 è professore ordinario di questa disciplina. Nello stesso anno scrive la prima monografia a livello mondiale su Michail Bachtin.
Dopo aver fondato e diretto dal 1981 al 1999 l'Istituto di Filosofia del linguaggio della Facoltà di Lingue e Letterature Straniere dell'Università degli Studi di Bari, è stato il direttore del Dipartimento di Pratiche Linguistiche e Analisi dei Testi della stessa Università dal 1999 al 2005. Nell'Università di Bari, ha insegnato:
- Filosofia teoretica e Filosofia morale fino al 1966;
- Filosofia del linguaggio dal 1970 al 2014;
- Semiotica dal 1995 al 1997;
- Semiotica del testo dal 1997 al 2001;
- Teoria della comunicazione dal 1995 al 1998;
- Linguistica generale dal 1999 al 2012;
- Teoria dei mass-media dal 1998;

Nel 2015, nella medesima Università, viene nominato Professore Emerito ed attualmente è stato nominato “Cultore della Materia”.
Dal 1988 è coordinatore del corso di dottorato in Teoria del Linguaggio e Scienze dei Segni, che, dal 2006, e come indirizzo dal 2010, fa parte della Scuola di dottorato in Scienze umane.
Ha diretto la collana “Teoria del linguaggio e della letteratura” della Dedalo (Bari) e, con Ferruccio Rossi-Landi, la rivista Scienze umane, ed è stato condirettore della rivista Lectures, fondata da Vito Carofiglio. Dirige con Maria Solimini la collana “Segni di Segni” dell'Adriatica Editrice di Bari e la collana “Antropologia dell'alterità” delle Edizioni dal Sud di Bari. Dirige inoltre con Patrizia Calefato la serie gialla, dedicata a tematiche filosofico-linguistiche e semiotiche della collana "Strumenti" delle edizioni Graphis di Bari. Con Susan Petrilli e Cosimo Caputo dirige la collana “Di-segno-in-segno” delle edizioni Manni di Lecce.
Nel 1989 fonda insieme a Claude Gandelman la serie annuale Athanor. Arte, Letteratura, Semiotica, Filosofia, edita da Longo, Ravenna, di cui dal 1998 dirige la nuova serie, inaugurata con l'editore Manni di Lecce e attualmente edita da Meltemi, Roma.
Fa parte del comitato scientifico della rivista Giano. Pace ambiente problemi globali, Cuen, Napoli e del comitato scientifico di Millepiani, Mimesis, Milano.
Dirige dal 1990 la serie “Athanor. Semiotica, filosofia, arte, letteratura”, ora collana delle Edizioni Mimesis, a partire dal vol. XXV, 18, 2015, Scienze dei linguaggi e linguaggi delle scienze. Intertestualità, interferenze, mutuazioni, a cura di Suasan Petrilli.
Nelle Edizioni Guerra (Perugia) ha pubblicato Enunciazione e testo letterario nell'insegnamento dell'italiano come LS, 2001, II ed. 2010; Linguistica generale, scrittura letteraria e traduzione, 2004, II ed. 2007; Da dove verso dove. L'altra parola nella comunicazione globale, 2009; A mente. Processi cognitivi e formazione linguistica, 2007. È del gennaio 2016 il libro in collaborazione con Susan Petrilli, Lineamenti di semiotica e di filosofia del linguaggio. Inoltre fa parte della redazione della rivista “Cultura & comunicazione” edita della stessa casa editrice.
Tra gli altri suoi libri: Man as Sign (Mouton De Gruyter 1990), Signs, Dialogue, and Ideology (John Benjamins 1993), Sujet et altérité. Sur E. Lévinas (L'Harmattan 1995), Introduzione a M. Bachtin (Bompiani 2003, nuova ed. 2015); Semiotics Unbounded, con S. Petrilli (Toronto University Press 2005); E. Levinas, Globalisation, and Preventive Peace (Legas 2009), L'écoute de l'autre (L'Harmattan 2009), A revolusão bachtiniana (Contexto 2012).
Tra le sue traduzioni (dal francese, dal russo, dal latino medievale dal tedesco): Il discorso amoroso. Seminario 1974-1976 di Roland Barthes (Mimesis 2015) e Michail Bachtin e il suo circolo, Opere 1919-1930, in collab. con Luciano Ponzio, testo russo a fronte (Bompiani, collana “Il pensiero Occidentale” diretta da Giovanni Reale, 2014); Summule logicales di Pietro Ispano (Bompiani 2010); Manoscritti matematici di Karl Marx (Spirali 2006).

## Il pensiero
Di seguito alcuni cenni ai concetti essenziali del pensiero di Augusto Ponzio.

### Filosofia del linguaggio e semiotica
(Augusto Ponzio in La filosofia del linguaggio, 2011)
I campi di studio e di ricerca di Augusto Ponzio, sono la semiotica e filosofia del linguaggio. "Filosofia del linguaggio" è l'espressione che meglio esprime l'orientamento dei suoi studi e come egli affronta i problemi relativi alla semiotica dal punto di vista della filosofia del linguaggio, alla luce degli ultimi sviluppi delle scienze dei segni, dalla linguistica alla biosemiotica.
In tal senso il suo approccio può essere più propriamente definito come di pertinenza della semiotica generale, anche se Augusto Ponzio si occupa di semiotica generale, in termini di critica. La semiotica generale di Augusto Ponzio, supera l'illusoria separazione tra le discipline umanistiche, da una parte, e quelle logico-matematiche e le scienze naturali, dall'altra, evidenziando invece la condizione di interconnessione tra le scienze. La sua ricerca semiotica si riferisce a diversi campi e discipline, praticando un approccio che è trasversale e interdisciplinare, o come direbbe lui stesso "indisciplinato".
Augusto Ponzio si occupa di semiotica, di linguistica e delle altre scienze dei linguaggi e dei segni, nel senso della “filosofia del linguaggio”, intendendo “del linguaggio” non come indicazione dell'oggetto della filosofia, della filosofia che si occupa del linguaggio, ma come “la filosofia” del linguaggio stesso, come la sua “attitudine al filosofare”.
"Filosofia del linguaggio" intesa come filosofia del dialogo, apertura all'altro, disposizione all'alterità, arte dell'ascolto, messa in crisi del monolinguismo, del monologismo, inventiva, innovazione, creatività che nessun ordine del discorso, nessuna delimitazione dei luoghi comuni dell'argomentare, può controllare o impedire.

### Genere, identità e alterità
Per Augusto Ponzio il genere, come ogni insieme, uniforma indifferentemente, cancella le differenze tra coloro che ne fanno parte, e implica l'opposizione altrettanto indifferente con coloro che fanno parte del genere opposto. Ogni genere a cui l'identità si appella per affermare la sua appartenenza, per esempio comunitaria, etnica, sessuale, nazionale, di credo, di ruolo, di mestiere, di condizione sociale, è in opposizione a un altro genere: bianco/nero; uomo/donna; comunitario/extracomunitario; connazionale/straniero; professore/studente.
Augusto Ponzio afferma che ogni differenza-identità, ogni differenza di genere, al suo interno, è cancellazione della differenza singolare e ogni genere, che ogni identità presuppone, in quanto basato sull'indifferenza e sull'opposizione, prevede il conflitto.
L'unica differenza non indifferente e non oppositiva è la differenza singolare, fuori identità, fuori genere, come direbbe lui “sui generis”:
è l'alterità. Alterità intesa come relazione con l'altro, alterità assoluta, di unico a unico, in cui ciascuno è insostituibile e non indifferente. Un'alterità che l'identità rimuove e censura, relega nel privato, ma che ciascuno vive e riconosce come vera relazione con l'altro.

## Opere

### Monografie
- La relazione interpersonale, Adriatica Editrice, Bari, 1967, 105 pp.
  - (2ª ed.) Soggetto e alterità. Da Lévinas a Lévinas, Adriatica Ed., Bari, 1983, 174 pp.
  - (3ª ed.) Soggetto e alterità. Da Lévinas a Lévinas. Con un'intervista a Lévinas, Adriatica Editrice, Bari, 1989.
- Linguaggio e relazioni sociali, Adriatica Editrice, Bari, 1970, 204 pp.
  - (2ª ed.) Linguaggio e relazioni sociali (con nuova introduzione), Bari, Graphis, 2006, 126 pp.
- Produzione linguistica e ideologia sociale, De Donato, Bari, 1973, 256 pp.
  - (ES)  Produccion linguistica e ideologia social, Corazon Editor, Madrid, 1974, 294 pp.;
  - (HR)  Jezicna proizvodnja i drustvena ideologija, Skolska knjiga, Zagabria, 1978, 236 pp.;
  - (EN)  Production linguistique et idéologie sociale, Editions Balzac, Candiac (Canada) 1992, 318 pp.
  - (2ª ed.) Produzione linguistica e ideologia sociale (ampliata con nuova introduzione), Bari, Graphis, 2006.
- Persona umana, linguaggio e conoscenza in Adam Schaff, Edizioni Dedalo, Bari, 1974, 184 pp.
- Filosofia del linguaggio e prassi sociale, Milella, Lecce, 1974, 262 pp.
- Gramática transformacional e ideología política, Nueva Vision, Buenos Aires, 1974, 116 pp.
- Dialettica e verità. Scienza e materialismo storico-dialettico, Edizioni Dedalo, Bari, 1975, 126 pp.
- La semiotica in Italia. Fondamenti teorici, Edizioni Dedalo, Bari, 1976, 136 pp. + antologia, pp. 137-538.
- Marxismo, scienza e problema dell'uomo. Con un'intervista ad Adam Schaff, Bertani, Verona, 1977, 270 pp.
- Scuola e plurilinguismo (con Giuseppe Mininni), Edizioni Dedalo, Bari, 1980, pp. 5-84.
- Michail Bachtin. Alle origini della semiotica sovietica, Edizioni Dedalo, Bari, 1980, 230 pp.
- Segni e contraddizioni. Fra Marx e Bachtin, Bertani, Verona, 1981, 258 pp.
- Spostamenti, Percorsi e discorsi sul segno, Adriatica Editrice, Bari, 1982, 142 pp.
- Lo spreco dei significanti. L'eros, la morte, la scrittura, (con Maria Grazia Tundo e Eugenia Paulicelli), Adriatica Editrice, Bari, 1983, pp. 7-120.
- Fra linguaggio e letteratura, Adriatica Editrice, Bari, 1983, 156 pp.
- (EN, IT)  Per parlare dei segni. Talking About Signs (testo bilingue, trad. in inglese di Susan Petrilli; con Massimo A. Bonfantini e Giuseppe Mininni), Adriatica, Bari, 1985, pp. 7-145.
- Filosofia del linguaggio, Adriatica Editrice, Bari, 1985, 226 pp.
- Interpretazione e scrittura. Scienza dei segni ed eccedenza letteraria, Bertani, Verona, 1986, 152 pp.
- Dialogo sui dialoghi (con Massimo A. Bonfantini), Longo, Ravenna, 1986, 198 pp.
- Ferruccio Rossi-Landi e la filosofia del linguaggio, Adriatica Editrice, Bari, 1988, 348 pp.
- Il filosofo e la tartaruga. Scritti 1983-1989, (a cura di Angela Biancofiore), Ravenna, Longo, 1989, 134 pp.
- (EN)  Man as a Sign, (a cura di Susan Petrilli), Mouton de Gruyter, Berlino - New York, 1990, 412 pp.
- Filosofia del linguaggio 2. Segni valori ideologie, Adriatica editrice, Bari, 1991, 224 pp.
- Dialogo e narrazione, Milella, Lecce, 1991, 65 pp.
- Tra semiotica e letteratura. Introduzione a Michail Bachtin, Bompiani, Milano, 1992, 232 pp.
  - (2ª ed.) Tra semiotica e letteratura. Introduzione a Michail Bachtin (riveduta e ampliata con un nuovo saggio introduttivo), Milano, Bompiani, 2003, lXXV + 232 pp.
- La ricerca semiotica (con Omar Calabrese e Susan Petrilli), Bologna, Esculapio, 1993, 290 pp.
- (EN)  Signs Dialogue and Ideology, (raccolta di saggi a cura di S. Petrilli), John Benjamins, Amsterdam 1993, 1986 pp.
- Il dialogo della menzogna (con Massimo A. Bonfantini), Roma, Stampa alternativa, 1993, 32 pp.
- Scrittura, dialogo e alterità. Tra Bachtin e Lévinas, La Nuova Italia, Firenze, 1994, pp. 264 pp.
- Fondamenti di filosofia del linguaggio (con Patrizia Calefato e Susan Petrilli), Laterza, Manuali, Roma-Bari, 1994, 362 pp.
  - (2ª ed.) Fondamenti di filosofia del linguaggio (con Patrizia Calefato e Susan Petrilli), Laterza, Manuali, Roma-Bari, 1999, 362 pp.
  - (PT)  Fundamentos da Filosofia da linguagem, di E F. Alves, con una Introduzione di A. Ponzio pp.9-68, Petrópolis (Brasile), 2007, 388 pp. ISBN 978-85-326-3499-3.
- Responsabilità e alterità in Emmanuel Lévinas, Jaca Book, Milano, 1995, 166 pp.
- La differenza non indifferente. Comunicazione, migrazione, guerra, Mimesis, Milano, 1995, 203 pp.
  - (2ª ed.) La differenza non indifferente. Comunicazione, migrazione, Guerra, Milano, Mimesis, 2002, 204 pp.
- (ES)  El juego del comunicar. Entre literatura y filosofía, a cura di Mercedes Arriaga Flórez, Episteme, Valencia, 1995, 144 pp.
- Segni per parlare dei segni. Signs to talk about signs, Adriatica Editrice, Bari, 1995, 174 pp.
- I segni dell'altro. Eccedenza letteraria e prossimità, Edizioni Scientifiche Italiane, Napoli, 1995, 266 pp.
- (FR)  Sujet et altérité. Sur Emmanuel Lévinas, L'Harmattan, Paris, 1995, 160 pp.
- I ricordi, la memoria, l'oblio. Foto-grafie senza soggetto (con Gabriella Pranzo), Bari, Edizioni dal Sud, 1995, 102 pp.
- Comunicazione, comunità, informazione. Comunicazione mondializzata e nuove tecnologie (con M. A. Bonfantini, P. Calefato, C. Caputo, P. Mazzotta, S. Petrilli, M. Refice), Manni Editore, Lecce, 1996, 224 pp.
- I tre dialoghi della menzogna e della verità (con Massimo A. Bonfantini e Susan Petrilli), Edizioni Scientifiche Italiane, Napoli, 1996, 130 pp.
- La rivoluzione bachtiniana. Il pensiero di Bachtin e l'ideologia contemporanea, Levante Editori, Bari, 1997, 358 pp.
- Metodologia della formazione linguistica, Laterza, Manuali, Roma-Bari, 1997, 450 pp.
- Che cos'è la letteratura? Otto questioni dialogando con Carlo Alberto Augieri, Milella, Lecce, 1997, 90 pp.
- Elogio dell'infunzionale. Critica dell'ideologia della produttività, Castelvecchi, Roma, 1997, 206 pp.
  - (2ª ed.) Elogio dell'infunzionale (riveduta e ampliata), Milano, Mimesis, 2004
- Semiotica della musica. Introduzione al linguaggio musicale (con Michele Lomuto), Graphis, Bari, 1997. 188 pp.
- La coda dell'occhio. Letture del linguaggio letterario, Graphis, Bari, 1998, 184 pp.
- (ES)  La revolución bajtiniana. El pensamiento de Bajtin y la ideologia contemporanea, Catedra, Madrid, 1998,
- (EN)  Signs of research on Signs (con Susan Petrilli), fascicolo speciale di "Semiotische Berichte", 22/ 3,4, (Vienna) 1998, 184 pp.
- Basi. Significare, inventare, dialogare (con Massimo A. Bonfantini, Cosimo Caputo, Susan Petrilli, Thomas A. Sebeok), Lecce, Piero Manni, 1998, 394 pp.
- La comunicazione, Graphis, Bari, 1999.
  - (2ª ed.) La comunicazione, Bari, Graphis 2006, 202 pp. ISBN 88-86864-27-2.
- Fuori campo. I segni del corpo tra rappresentazione ed eccedenza (con Susan Petrilli), Mimesis, Milano, 1999.
- Il sentire nella comunicazione globale (con Susan Petrilli), Meltemi, Roma, 2000.
- (EN)  Philosophy of Language, Art and Answerability in Mikhail Bakhtin (in collab. con Susan Petrilli), Legas, New York, Ottawa, Toronto, 2000, 52 pp.
- Semiotica dell'io (con Thomas A. Sebeok e Susan Petrilli) Meltemi, Roma, 2001 pp.
- (EN)  Thomas Sebeok and the Signs of Life (con Thomas A. Sebeok e Susan Petrilli), Icon Books UK, Totem Books USA, Cambridge, 2001, 78 pp.
- Enunciazione e testo letterario nell'insegnamento dell'italiano come LS, Edizioni Guerra, Perugia, 2001, 184 pp.
  - (2ª ed.) Enunciazione e testo letterario nell'insegnamento dell'italiano come LS, Edizioni Guerra, Perugia, 2010, 168 pp. ISBN 978-88-557-0340-6.
- I segni e la vita la semiotica globale di Thomas A. Sebeok (con Susan Petrilli) Spirali, Milano, 2001, 264 pp.
- Individuo umano, linguaggio e globalizzazione nella filosofia di Adam Schaff. Con una intervista ad Adam Schaff, Milano, Mimesis, 2002.
- Il linguaggio e le lingue. Introduzione alla linguistica generale, Bari, Graphis, 2002, 200 pp.
  - (2ª ed.) Il linguaggio e le lingue, Bari, Graphis 2008.
  - (3ª ed.) Il linguaggio e le lingue, Bari, Graphis, 2010.
- I segni tra globalità e infinità. Per la critica della comunicazione globale, Bari, Cacucci, 2003, 214 pp.
- Semioetica (con Susan Petrilli), Roma, Meltemi, 2003, 192 pp.
- (EN)  Views in Literary Semiotics (con Susan Petrilli), Ottawa, Legas, 2003, 141 pp.
- Linguistica generale, scrittura letteraria e traduzione, Perugia, Guerra, 2004, 444 pp.
  - (2ª ed.) Linguistica generale, scrittura letteraria e traduzione (rivista e ampliata), Perugia, Guerra, 2007, 444 pp. ISBN 978-88-7715-983-0
- Semiotica e dialettica, Bari, Edizioni dal Sud, 2004, 296 pp.
- La raffigurazione letteraria (con Susan Petrilli), Milano, Mimesis, 2005, 300 pp.
- Semiotica globale. Il corpo nel segno: introduzione a Thomas A. Sebeok (con Marcell danesi e Susan Petrilli), Bari, Graphis, 2004, 140 pp.
- Testo come ipertesto e traduzione letteraria, Rimini, Guaraldi, 2005, 116 pp.
- (EN)  Reasoning with Emmanuel Lévinas (con Susan Petrilli e Julia Ponzio). Ottawa, Legas, 2005, 54 pp.
- (EN)  Semiotics Unbounded. Interpretive Routes in the Open Network of Signs (con Susan Petrilli), Toronto, Toronto University Press, 2005, 630 pp.
- (EN)  Semiotic Animal (con Susan Petrilli e John Deely), Toronto, Legas, 2005, 244 pp.
- Tesi per il futuro anteriore della semiotica. Il programma di ricerca della Scuola di Bari-Lecce, (con Cosimo Caputo e Susan Petrilli), Milano, Mimesi, 2006, 136. pp.
- Dialoghi semiotici (con Massimo A. Bonfantini e Susan Petrilli, Napoli, Edizioni Scientifiche Italiane, 2006.
- (EN)  The Dialogic Nature of Sign, Ottawa, Legas, 2006, 56 pp.
- La cifrematica e l'ascolto, Bari, Graphis, 2006, 178 pp.
  - (2ª ed.) La cifrematica e l'ascolto, Bari, Graphis, 2008, 178 pp. ISBN 978-88-7581-064-1.
- Fuori luogo. L'esorbitante nella riproduzione dell'identico, Roma, Meltemi, 2007, 335 pp. ISBN 978-88-8353-571-0.
- A mente. Processi cognitivi e formazione linguistica, Perugia, Guerra Edizioni, 2007, 172 pp. ISBN 978-88-557-0032-0.
- Semiotics Today. From Global Semiotics to Semioethics, a Dialogic Response (con Susan Petrilli), New York, Ottawa, Toronto, Legas, 2007, 84 pp. ISBN 978-1-894508-98-8
- Lineamenti di semiotica e di filosofia del linguaggio, (con Susan Petrilli), Bari, Graphis, 2008, 380 pp. ISBN 978-88-7581-106-8.
- Tre sguardi su Auguste Dupin (con M.A. Bonfantini e B. Brunetti), Bari, Graphis, 2008, 88 pp. ISBN 978-88-7581-101-3.
- Tra Bachtin e Lévinas. Scrittura, dialogo, alterità, Bari, Palomar, 2008, 440 pp. ISBN 978-88-7600-294-6.
- Linguaggio, lavoro e mercato globale. Rileggendo Rossi-Landi, Milano, Mimesis, 2008, 190 pp. ISBN 978-88-8483-702-8
- La dissidenza cifrematica, Milano, Spirali, 2008, 268 pp. ISBN 978-88-7770-851-9.
- A revolusão bakhtiniana, San Paolo (Brasile), Contexto, 320 pp. ISBN 978-85-7244-409-5.
- Da dove verso dove. La parola altra nella comunicazione globale, Perugia, Edizioni Guerra, 2009, 160 pp.
- (FR)  L'écoute de l'autre, Parigi, L'Harmattan 2009, 116 pp. ISBN 978-2-296-09619-6.
- (EN)  Emmanuel Levinas, Globalisation, and Preventive Peace, Legas, Ottawa, 2009, 56 pp. 976. ISBN 978-1-897493-09-0
- Roland Barthes. La visione ottusa (con J. Ponzio, G. Mininni, S. Petrilli, L. Ponzio, M. Solimini), Milano, Mimesis, 2010, ISBN 978-88-575-0107-9.
- (FR)  Rencontres de paroles, Parigi, Alain Baudry & Cie, 2009, ISBN 978-2-35755-042-1.
- Freud, l'analisi, la scrittura (con Massimo A. Bonfantini, Bruno Brunetti), Bari, Graphis, 2010, ISBN 978-88-7581-132-7.
- (PT)  Encontres de palavras. O outro no discurso, Pedro e João Editores, San Carlos (Brasile), 2010.
- (PT)  Procurando uma palavra outra, Pedro e João Editores, San Carlos (Brasile), 2010, ISBN 9788579930263.
- Interpretazione e scrittura, Scienza dei testi ed eccedenza letteraria, Pensa Multimedia, Lecce, 2011.
- In altre parole, Mimesis, Milano, 2011.
- La filosofia del linguaggio, Edizioni Laterza, Bari, 2011.

### Curatele
Di seguito l'elenco dei libri a cura di Augusto Ponzio, salvo dove diversamente specificato. In alcuni di questi sono presenti introduzioni, presentazioni e/o traduzioni ad opera di Augusto Ponzio.
- Adam Schaff e Lucien Sève, Marxismo e umanesimo. Per un'analisi semantica delle "Tesi su Feuerbach" di K. Marx, Edizioni Dedalo, Bari, 1975, 182 pp. (introduzione, trad. dal francese e dal tedesco).
- Karl Marx, Manoscritti matematici, Edizioni Dedalo, Bari 1975. 194 pp. (introduzione, trad. dal tedesco, con F. Matarrese).
- Adam Schaff, Saggi filosofici, 3 voll., Edizioni Dedalo, Bari, 1975-78 (introduzione, trad. dal francese e dal tedesco di saggi contenuti nel vol. II).
- V. N. Volosinov, Marxismo e filosofia del linguaggio, Edizioni Dedalo, Bari, 1976 (introduzione).
- V. N. Volosinov, Freudismo, Edizioni Dedalo, Bari, 1976 (introduzione).
- Vjaceslav Ivanov, Julia Kristeva e altri, Michail Bachtin. Semiotica, teoria della letteratura e marxismo, Edizioni Dedalo, Bari, 1977 (introduzione).
- Ernst Cassirer e altri, Il linguaggio, Bari, Edizioni Dedalo, 1976 (introduzione).
- Marcellesi, Baggioni e altri, Linguaggio e classi sociali. Marrismo e stalinismo, Edizioni Dedalo, Bari, 1978, 302 pp. (trad. dal francese).
- Pavel Medvedev, Il metodo formale e la teoria della letteratura, Edizioni Dedalo, Bari, 1978 (introduzione).
- Adam Schaff, L'alienazione come fenomeno sociale, Editori Riuniti, Roma, 1979 (introduzione).
- V. N. Volosinov, Il linguaggio come pratica sociale. Saggi 1926-30, Edizioni Dedalo, Bari, 1980 (introduzione).
- Aa.Vv., Polifonie, Adriatica Editrice, Bari 1982.
- Scienze del linguaggio e plurilinguismo. Riflessioni teoriche e problemi didattici, “Annali della Facoltà di Lingue e Letterature Straniere dell'Università di Bari”, Adriatica Editrice, Bari, 1981 (introduzione).
- Scienze del linguaggio e insegnamento delle lingue e delle letterature. Annali del convegno di studi omonimo, Bari, 14-17 aprile, 1982, 2 voll., Adriatica Editrice, Bari, 1884 (introduzione).
- Pietro Ispano, Tractatus. Summule logicales, Adriatica Editrice, Bari, 1985, 192 pp. (introduzione, trad.e dal latino).
- Emmanuel Lévinas, La significanza del senso, in “Idee”, 9-10, 1989, pp. 111-114 (trad. dal francese).
- La genesi del senso, fascicolo monografico di “Idee”, 13-15, 1990 (con M. Signore e C. Caputo).
- Julia Kristeva, Il linguaggio questo sconosciuto. Iniziazione alla linguistica. Con un'intervista di A.Ponzio a J. Kristeva, Adriatica Editrice, Bari, 1992, 530 pp. (introduzione, trad. dal francese).
- Ferruccio Rossi-Landi, Il linguaggio come lavoro e come mercato, Bompiani, Milano, 1992(introduzione alla quarta edizione).
- Aa.Vv., Bachtin e... Averincev, Benjamin, Freud, Greimas, Lévinas, Marx, Peirce, Valéry, Yourcenar, Welby, Laterza, Bari, 1993 (introduzione; con Paolo Jachia).
- Adam Schaff, Umanesimo ecumenico, Adriatica Editrice, Bari, 1994 (introduzione).
- Reading su Ferruccio Rossi-Landi. Semiosi come pratica sociale, Napoli, Edizioni Scientifiche Italiane, Napoli 1994 (introduzione; con M. A. Bonfantini).
- Ferruccio Rossi-Landi, Semiotica e ideologia, Milano, Bompiani, 1994 (introduzione 3ª ed.).
- Aristofane, Uccelli, Stampa alternativa, Bari-Roma, 1994 (versione-adattamento).
- Adam Schaff, Il mio ventesimo secolo, Adriatica Editrice, Bari, 1995.
- Sulla traccia di Lévinas, “Idee”, 25, 1994 (con M. Signore e C. Caputo).
- Emmanuel Lévinas, Su Blanchot, Palomar, Bari, 1994 (introduzione, traduzione, con F. Fistetti).
- M. Bachtin, I.I. Kanaev, P. Medvedev, V.N. Volosinov, Bachtin e le sue maschere. Il percorso bachtiniano fino alla pubblicazione dell'opera su Dostoevskij (introduzione, con M. De Michiel e P. Jachia), Edizioni Dedalo, Bari, 1995.
- Idea e realtà dell'Europa: Lingue, letterature, ideologie, “Annali della Facoltà di Lingue e Letterature Straniere”, Schena, Fasano (Brindisi), 1995.
- Aa.Vv., Comunicazione, comunità, informazione, Manni, Lecce 1996 (introduzione).
- Paul Valéry, Cimitero marino, in “Athanor”, 6: Il Mondo/il Mare, 1996 e in “L'immaginazione”, 134, 1996, pp. 10-13 (Traduzione di Paul Valéry).
- Michail Bachtin, Problemi dell”opera di Dostoevskij (1929) (con M. de Michiel), Edizioni dal Sud, Modugno (Bari), 1997, (introduzione).
- Lisa Block de Behar, Al margine di Borges, Edizioni dal Sud, Modugno Bari, 1997 (Traduzione di alcune poesie di Borges, presentazione).
- Mijail M. Bajtin, Hacia una filosofia del acto ético. De los borradores y otros esritos, Anthropos, Barcelona, 1997 (Commentarios con Iris Zavala).
- Michail Bachtin, Problemi dell'opera di Dostoevskij (1929), Edizioni dal Sud, Bari, 1997 (presentazione, con M. De Michiel).
- Ferruccio Rossi-Landi, Significato, comunicazione e parlare comune, Marsilio, Venezia, 1998 (Introduzione 3ª ed.).
- Michail Bachtin, La scrittura e l'umano, Saggi, dialoghi, conversazioni, Bari Edizioni dal sud, 1998 (presentazione, con di M. De Michiel).
- Michail Bachtin, Per una filosofia dell'azione responsabile, Manni, Lecce, 1998 (introduzione).
- Lévinas Vivant, Riflessioni sul pensiero do Emmanuel Lévinas, Bari, Edizioni dal Sud, 1998 (Presentazione; con F. Fanizza e F. Fistetti).
- Valentin N. Volosinov, Michail M. Bachtin, Marxismo e filosofia del linguaggio, Manni, Lecce, 1999 (con M. De Michiel).
- Giovanni Vailati, Il metodo della filosofia. Saggi di critica del linguaggio, a cura di Ferruccio Rossi- Landi (1967) Graphis, Bari, 2000, (introduzione).
- Adam Schaff, Disoccupazione strutturale, “Millepiani”, 17/18, pp. 33-48.
- Marcel Danesi, Lingua, metafora, concetto. Vico e la linguistica cognitiva, Edizioni dal Sud, Bari, 2001 (presentazione).
- Adam Schaff, Meditazioni, trad. di Loreta de Staso, Edizioni dal Sud, Bari, 2001, (Introduzione).
- Emmanuel Lévinas, Dall'altro all'io, trad. it. di J. Ponzio, Meltemi, Roma, 2002.
- Vita, volume di monografico Athanor. Semiotica, Filosofia, Arte, Letteratura, n.s., 5, Meltemi, Roma. 2002 (presentazione).
- Michail Bachtin. Linguaggio e scrittura, trad. di L. Ponzio, Meltemi, Roma, 2003. 48. Pietro Ispano. Trattato di logica. Summule logicales, Bompiani, Milano, 2003 (Introduzione trad. dal latino)
- Ferruccio Rossi-Landi. Il linguaggio come lavoro e come mercato, 5ª ediz.,Bompiani, Milano, 2003 (introduzione).
- John Deely, Basi della semiotica, collana “Nel segno”, diretta da Susan Petrilli e Augusto Ponzio, 2, Bari, Giuseppe Laterza, 2004. (Prefazione, con S. Petrilli, pp. 7-10).
- Mondo di Guerra, volume monografico di Athanor. Semiotica, Filosofia, Arte, Letteratura, n.s., 9, Roma, Meltemi, 2005. (presentazione, con A. Catone).
- Rossi-Landi. Ideologia, 3ª ediz., Meltemi, Roma, 2005 (Introduzione).
- Michail Bachtin, Freud e il freudismo. Studio critico, trad. L. Ponzio, Milano, Mimesis, 2005 (introduzione).
- Karl Marx Manoscritti matematici, edizione critica con intruduzione, Spirali, Milano, 2005.
- Renato Fucini, Le veglie di neri e All'aria aperta, ed. critica a cura di Leonard G. Sbrocchi, Bari, Edizioni Dedalo, 2006 (presentazione).
- Rossi-Landi, Metodica filosofica e scienza dei segni, Milano, Bompiani, 2006 (introduzione 2ª ed.).
- Rossi-Landi, Semiotica e ideologia, Milano. Bompiani, 2007.
- Qohélet. Versione in idioma saletino (e trad. italiana), a cura di Cosimo Caputo, Lecce, Milella, 2008 (introduzione 4ª ed.).
- Michail Bachtin, In dialogo. Conversazioni del 1973 con Victor Duvakin trad. di R. S. Cassotti, Milano, Esi, 2008, (introduzione).
- Athanor. XVIII, 11, 2007-2008, Umano troppo disumano, Roma, Meltemi, 2008, (introduzione)
- Linguaggi, Scienze e pratiche formative. Quaderni del Dipartimento di Pratiche linguistiche e analisi di testi, VII, 1, Lecce, Pensa Multimedia, 2008, (con M. Cardona).